# Ménigoute
Ménigoute é uma comuna francesa na região administrativa da Nova Aquitânia, no departamento de Deux-Sèvres. Estende-se por uma área de 19,22 km². Em 2010 a comuna tinha 881 habitantes (densidade: 45,8 hab./km²).